# Олд Браунсборо Плејс (Кентаки)
Олд Браунсборо Плејс (енгл. Old Brownsboro Place) град је у америчкој савезној држави Кентаки.

## Демографија
По попису из 2010. године број становника је 353, што је 31 (-8,1%) становника мање него 2000. године.
| Група             | 2000.       | 2010.       |
| Белци             | 364 (94,8%) | 329 (93,2%) |
| Афроамериканци    | 7 (1,8%)    | 9 (2,5%)    |
| Азијати           | 7 (1,8%)    | 7 (2,0%)    |
| Хиспаноамериканци | 5 (1,3%)    | 7 (2,0%)    |
| Укупно            | 384         | 353         |